# گذرنامه برای اروپا (فیلم)
گذرنامه برای اروپا (به انگلیسی: Passport to Europe) یک برنامه تلویزیونی مستند درباره گردشگری و گشت و گذار به شهرهای معروف اروپا می‌باشد که توسط شبکه تلویزیونی تراول ساخته شده‌و مجری برنامه سامانتا براون است.

## مکان‌های بازدید شده
در زیر فهرست شهرهایی که از آنان بازدید شده قرار دارد.
- اکس-آن-پرووانس، فرانسه
- ساحل آمالفی، ایتالیا
- آمستردام، هلند
- آتن، یونان
- بارسلون، اسپانیا
- باث، بریتانیا
- بایرن، آلمان
- برلین، آلمان
- بولونیا، ایتالیا
- برتانی، فرانسه
- بروکسل، بلژیک
- کن (فرانسه)، فرانسه
- کورنوال، بریتانیا
- کپنهاگ، دانمارک
- شهرستان کورک، ایرلند
- کرت، یونان
- دوبلین، ایرلند
- ادینبرو، بریتانیا
- فلورانس، ایتالیا
- ژنو، سوئیس
- گلاسگو، بریتانیا
- هلسینکی، فنلاند
- اینسبروک، اتریش
- اینترلاکن، سوئیس
- اینورنس، بریتانیا
- لیسبون، پرتغال
- لندن، بریتانیا
- لیون، فرانسه
- مادرید، اسپانیا
- مایورکا، اسپانیا
- مارسی، فرانسه
- میلان، ایتالیا
- مونت‌کارلو، موناکو
- مونیخ، آلمان
- مونیخ، یونان
- ناپل، ایتالیا
- نرماندی، فرانسه
- آکسفورد، بریتانیا
- پاریس، فرانسه
- پنزانس، بریتانیا
- پراگ، جمهوری چک
- رم، ایتالیا
- ریکیاویک، ایسلند
- زالتسبورگ، اتریش
- سنت موریتز، سوئیس
- سانتورینی، یونان
- سویا (شهر)، اسپانیا
- استکهلم، سوئد
- استراتفورد، بریتانیا
- تورین، ایتالیا
- توسکانی، ایتالیا
- ورونا، ایتالیا
- وین، اتریش
- ونیز، ایتالیا
- زوریخ، سوئیس